# Нільмноговид
Нільмноговид — компактний фактор-простір зв'язної нільпотентної групи Лі.

## Властивості
- Будь-який нільмноговид є простором орієнтовного розшарування з шаром коло над нільмноговидом меншої розмірності.
  - Цю властивість можна також взяти за означення нільмноговида, якщо припустити, що в розмірності нуль точка є єдиним нільмноговидом.
- Будь-який нільмноговид {\displaystyle N} є майже плоским многовидом

## Приклади
- Тривіальний приклад — n-вимірний тор.
- Перший нетривіальний приклад з'являється в розмірності 3. Це простір нетривіального орієнтовного розшарування з шаром коло над двовимірним тором, також є фактором групи Гейзенберга за дією ґратки.

## Варіації та узагальнення
- Інфранільмноговид
- Солвмноговид — компактний фактор-простір зв'язної розв'язної групи Лі. Будь-який солвмноговид є простором орієнтовного розшарування над колом із шаром, диффеоморфним солвмноговидом меншої розмірності.